# Esquisse de la Flore de l'Isle de Tristan d'Acugna
Esquisse de la Flore de l'Isle de Tristan d'Acugna (abreviado Esquisse Fl. Tristan d'Acugna) es un libro con ilustraciones y descripciones botánicas que fue escrito por el eminente botánico francés Louis Marie Aubert Du Petit-Thouars. Fue publicado en el año 1808.